# Vargem Grande Paulista
Vargem Grande Paulista este un oraș în São Paulo (SP), Brazilia.